# Сертолово
Сертолово (рус. Сертолово; фин. Sierattala) град је на северозападу европског дела Руске Федерације. Налази се у северозападном делу Лењинградске области, на подручју Всеволошког рејона.
Према проценама националне статистичке службе за 2015. у граду је живело 50.899 становника.

## Географија
Град Сертолово налази се у северозападном делу Всеволошког рејона, на подручју Карелијске превлаке, тридесетак километара северно од Санкт Петербурга. Административни центар рејона град Всеволошк налази се на око 50 километара источније.
Кроз град пролази магистрални друм А122 који Санкт Петербург повезује са Виборгом.

## Историја
Претеча савременог насеља било је село Сиротала које се у писаним изворима први пут помиње у једном катастарском спису из 1500. године. Насеље се на мапама први пут појављује на физичкој карти Ингерманландије из 1676. под именом Серодатала. Према статистичким подацима из 1848. у насељу је живело свега 76 становника.
Првобитно насеље престало је да постоји након Првог светског рата, а савремено насеље основано је 1936. године као војни гарнизон у пограничној зони на северозападу Совјетског Савеза. Године 1940. у насељу је егзистирало свега 30 домаћинстава.
Насеље је у административним границама Всеволошког рејона од 1954. године. Статус града носи од 1998. године.

## Демографија
Према подацима са пописа становништва 2010. у граду је живело 47.457 становника, док је према проценама националне статистичке службе за 2015. град имао 50.899 становника.
| 1939. | 1959. | 1970. | 1979. | 1989.  | 2002.  | 2010.  | 2015.  |
| ----- | ----- | ----- | ----- | ------ | ------ | ------ | ------ |
| 242   | 1.877 | 3.213 | 8.982 | 17.705 | 38.444 | 47.457 | 50.899 |